# Noventi
Die Noventi Health SE ist eine zu 100 Prozent apothekereigene Unternehmensgruppe mit Hauptsitz in München. Sie bietet Soft- und Hardware, Finanzdienstleistungen und digitale Plattformen für Leistungserbringer im europäischen Gesundheitsmarkt an. Der Geschäftsumsatz des Software- und Finanzunternehmens betrug im Jahr 2020 insgesamt 203 Millionen Euro.

## Geschichte
Gegründet wurde das Unternehmen 1900 vom Verein der Apotheker Münchens e.V. als Interessenvertretung der Apotheken vor Ort, umgewandelt 1967 zur Verrechnungsstelle der Bayerischen Apotheken e.V. (VBA) und 1971 in VSA Verrechnungsstelle der Süddeutschen Apotheker e.V. 1983 wurde das Abrechnungsgeschäft ausgelagert in die VSA GmbH; der VSA e.V. firmierte um in den FSA e.V., bis heute Alleinaktionär der Noventi Health SE.
In den 1990er Jahren wurde das Kerngeschäft von Noventi, zum damaligen Zeitpunkt Abrechnung für Vor-Ort-Apotheken, erweitert durch strategische Zukäufe und durch Ergänzung des Geschäftsfeldes Sonstige Leistungserbringer. 2014 erfolgte mit der Mehrheitsbeteiligung an der Noventi Care GmbH der Einstieg in den Pflegebereich.
2016 strukturierte Noventi um zu einer Holding mit 27 Tochtergesellschaften und strategischen Beteiligungen innerhalb Europas, verteilt auf die Dachgesellschaften Noventi Health SE und Noventi GmbH. 2020 wurden die beiden Schwesterkonzerne verschmolzen zur Noventi Health SE. Das Stammkapital der Noventi Health SE stieg durch die Fusion von 2 auf 45 Millionen Euro. Alleiniger Gesellschafter ist weiterhin der FSA e.V., der über den Aufsichtsrat die Entwicklung und die unternehmerischen Entscheidungen der Holding mitgestaltet.

## Produkte und Dienstleistungen
Das Dienstleistungsangebot der Tochtergesellschaften der Noventi Health SE umfasst mehrheitlich die Rezeptabrechnung, Logistik und Softwareprodukte wie Warenwirtschaftssysteme für alle Leistungserbringer im Gesundheitswesen wie z. B. Apotheken. Bei der Warenwirtschaft (ERP-Systeme) ist NOVENTI Deutschlands größter Anbieter. Pro Jahr verarbeitet NOVENTI rund 200 Millionen Papierrezepte, fast die Hälfte aller ärztlichen Verordnungen in Deutschland. 2021 lag der Bruttorezeptumsatz insgesamt bei über 30 Milliarden Euro. Neben der Warenwirtschaft und Rezeptabrechnung übernimmt die NOVENTI HealthCare GmbH ebenfalls Finanzdienstleistungen für Leistungserbringer im Gesundheitswesen.
Darüber hinaus entwickelt die Holding mit ihren strategischen Beteiligungen und Tochtergesellschaften IT-Lösungen für ihre Kunden und begleitet diese bei digitalen Transformationsprozessen. Im Zuge der Entwicklung und Umsetzung des eRezepts hat die Tochterfirma Noventi HealthCare im Rahmen des Pilotprojekts GERDA die Softwareentwicklung übernommen. 2019 wurde von Noventi über das Pilotprojekt GERDA das erste eRezept Deutschlands komplett abgerechnet. Bei der Einbindung der deutschen Apotheken an die für die Einführung des eRezepts notwendige Telematikinfrastruktur (TI) ist Noventi mit einem eigenen TI-Equipment-Paket involviert.
2021 gründete die Noventi Health SE mit dem Pharmagroßhändler Phoenix ein Joint Venture, um gemeinsam das Gesundheitsportal gesund.de zu betreiben.